# Gesetz zur Neugliederung von Gemeinden des Landkreises Jülich
Das Gesetz zur Neugliederung von Gemeinden des Landkreises Jülich wurde am 28. Juni 1969 verkündet und gliederte einige Gemeinden des Landkreises Jülich neu. 10 Gemeinden wurden in die Stadt Linnich eingegliedert und 8 weitere zu 3 neuen Gemeinden zusammengeschlossen. Außerdem wurde das Amt Linnich aufgelöst.
Durch das Aachen-Gesetz erfolgte zum 1. Januar 1972 eine weitere Neugliederung von Gemeinden des Kreises Jülich, auch derjenigen, die erst 1969 gebildet worden waren. Der bisherige Kreis Jülich (1. Januar 1939–30. September 1969: Landkreis Jülich) wurde aufgelöst, und die Städte und Gemeinden wurden dem neuen Kreis Düren zugeordnet.

## Kurzbeschreibung
| I. Abschnitt  | Gebietsänderungen |
| § 1           | Eingliederung der Gemeinden Boslar, Ederen, Gereonsweiler, Gevenich, Glimbach, Hottorf, Körrenzig, Rurdorf, Tetz und Welz in die Stadt Linnich, Auflösung des Amtes Linnich, Rechtsnachfolgerin Stadt Linnich |
| § 2           | Zusammenschluss der Gemeinden Güsten und Welldorf zur neuen Gemeinde Welldorf |
| § 3           | Zusammenschluss der Gemeinden Gevelsdorf, Hasselsweiler, Müntz und Titz zur neuen Gemeinde Titz |
| § 4           | Zusammenschluss der Gemeinden Langweiler und Niedermerz zur neuen Gemeinde Niedermerz |
| II. Abschnitt | Schlussvorschriften |
| § 5           | Bestätigung von Gebietsänderungsverträgen und -bestimmungen |
| § 6           | Auflösung des Rates der Stadt Linnich und der Amtsvertretungen der Ämter Stetternich, Titz und Aldenhoven |
| § 7           | Zuordnung der neu gebildeten Gemeinden zum Amtsgericht Jülich |
| § 8           | Inkrafttreten am 1. Juli 1969 |
| Anlage 1      | Gebietsänderungsvertrag zwischen der Stadt Linnich und den Gemeinden Boslar, Ederen, Gereonsweiler, Gevenich, Glimbach, Hottorf, Körrenzig, Rurdorf und Welz                                                  |
| Anlage 1a     | Bestimmungen des Regierungspräsidenten Aachen über Einzelheiten der Eingliederung der Gemeinde Tetz in die Stadt Linnich                                                                                      |
| Anlage 2      | Gebietsänderungsvertrag zwischen den Gemeinden Güsten und Welldorf |
| Anlage 3      | Gebietsänderungsvertrag zwischen den Gemeinden Gevelsdorf, Hasselsweiler, Müntz und Titz |
| Anlage 4      | Gebietsänderungsvertrag zwischen den Gemeinden Langweiler und Niedermerz |